# Hội huynh đệ

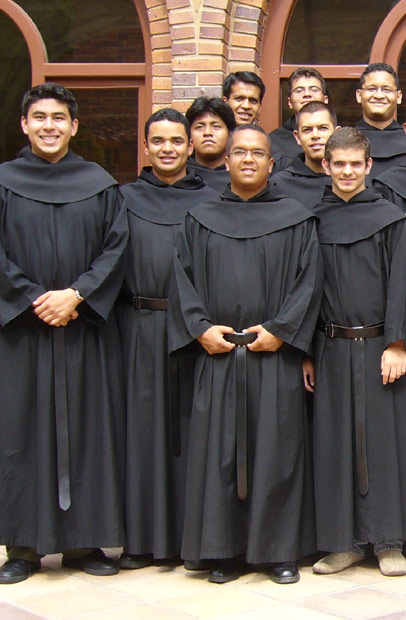
Hội huynh đệ dòng tu ở Navarra.

Hội huynh đệ (fraternity) là một câu lạc bộ hoặc nhóm xã hội bao gồm nam giới, nó có thể đề cập đến bất kỳ tổ chức nào của những người có cùng quan điểm chung. Các thành viên của những nhóm này, thường sống cùng nhau trong một ngôi nhà và chủ yếu giao tiếp với nhau. Hội huynh đệ bắt nguồn từ từ tiếng Latinh fraternitatem, có nghĩa là "tình anh em."
Hội huynh đệ ra đời và phát triển trong văn hóa phương Tây, nhất là trong bối cảnh Cơ đốc giáo, đặc biệt là với các dòng tu trong Giáo hội Công giáo trong thời kỳ Trung cổ. Kể từ đó các công việc từ thiện hình thành một loại mạng lưới hỗ trợ kết hợp cho các anh em dòng tu sĩ.
Ngoài ra, trong xã hội hiện đại, ý nghĩa của Hội huynh đệ thay đổi tùy theo ngữ cảnh bao gồm tình bạn đồng hành và tình huynh đệ dành riêng cho các mục tiêu như: tôn giáo, trí thức, học tập, thể chất hoặc câu lạc bộ xã hội của các thành viên. Đôi khi, hội huynh đệ bao hàm một hội kín, đặc biệt liên quan đến hội tự do, các nghiên cứu sinh kỳ quặc, các hội học thuật và Hội sinh viên khác nhau.